# 鈴木秀明 (俳優)
鈴木 秀明（すずき ひであき、1991年3月3日 - ）は、日本の舞台俳優。太田プロダクション（太田プロアクターズYC）所属。東京都出身。身長180cm。血液型はAB型。
玉川大学中退後2011年演劇集団キャラメルボックスに入団し、2014年末に退団。

## 出演

### テレビドラマ
- 『CRISIS 公安機動捜査隊特捜班』episode.1(2017年、関西テレビ) - 高島(神の光教団元信者)役

### 舞台
- 『ショーシャンクの空に』(2013年、囚人他)
- 『HARUKA』(2014年、旋風計画) - 「銀河旋律」サルマル[2]
- 『3G-NOIR』(2014年、劇団メリケンギョウル)

#### 演劇集団キャラメルボックス
- 『賢治島探検記』(2011年)
- 『トリツカレ男』(2012年、アメデオ) - 市川草太とダブルキャスト
- 『容疑者Xの献身』(2012年、ホームレス)[3]
- 『アルジャーノンに花束を』(2012年、フランク・ライリイ)
- 『広くてすてきな宇宙じゃないか』(2012年、サカモト) - 市川草太・毛塚陽介とトリプルキャスト
- 『キャロリング』(2012年、石田猛) - 市川草太とダブルキャスト。市川草太は急病により東京公演より途中降板、以後鈴木秀明が担当した。[4]
- 『ナミヤ雑貨店の奇蹟』(2013年、松岡重造／浪矢駿吾／富岡信二) - 毛塚陽介とダブルキャスト
- 『ジャングル・ジャンクション』(2013年、スズキ) - 男組キャスト
- 『ヒトミ』(2014年、若杉) - 関根翔太とダブルキャスト

## すゞひ企画
- 『カーテンコールは終わらない』(2017年) - 同年に再演
- 『紫陽花と君と止まった時間』(2017年)
- 『作家Qと解答者A』(2018年)

## 参考
1. ↑  “鈴木秀明”.   演劇集団キャラメルボックス. 2017年6月28日閲覧。
2. ↑  “HARUKA”.   旋風計画. 2014年7月9日閲覧。
3. ↑  演劇集団キャラメルボックス『キャラメルボックス公式ハンドブック2013』株式会社ネビュラプロジェクト、2013年初版、44頁より引用
4. ↑  “演劇集団キャラメルボックス『キャロリング』”.   演劇集団キャラメルボックス. 2013年11月19日閲覧。